# Polyrhachis piliventris
Polyrhachis piliventris é uma espécie de formiga do gênero Polyrhachis, pertencente à subfamília Formicinae.